# Westside Xtreme Wrestling
Westside Xtreme Wrestling (укр. Екстримальний Реслінг Західної Області, скорочено ЕРЗО)- німецька федерація професійного реслінгу, розташована в місті Оберґаузен, Німеччина. Її заснував Пітер Вішерз в 2000 році. Нині ЕРЗО — провідна федерація професійного реслінгу на теренах Німеччини. Всі події і турніри проходять в основному в Рурській області в місті Оберґаузен.

## Політика федерації
З моменту свого створення «WXw» налагоджувала тісні контакти з багатьма американськими федераціями реслінгу (Chikara, Pro Wrestling Guerrilla, Combat Zone Wrestling і Evolve); також декількома японськими федераціями (Dragon Gate і Pro Wrestling Noah); і кількома англійськими федераціями. (International Pro Wrestling: United Kingdom і All Star Wrestling) і з деякими європейськими федераціями. «WXw» провела кілька інтернаціональних Pay-Per-View шоу — «Gorefest — Європейський Король Матчу Смерті 2006» в Сполученому Королівстві і «Hardcore Wrestling» .Другий «Goferest», що пройшов у 2009 році, включав в себе бої між Дрейком Юнґером і Девоном Мюром за титул чемпіона CZW в суперважкій вазі. Згодом спільне шоу з Pro Wrestling Noah в 2008 році, в якому брали участь реслери з ростера PWN:. Кента, Гоу Шіозакі, Такаші Сугиура і Кента Кобаші.

## Титули і нагороди
| Назва титулу                       | Чемпіон            | Дата виграшу   | Місце виграшу           |
| ---------------------------------- | ------------------ | -------------- | ----------------------- |
| wXw World Lightweight Championship | Зак Сейбр-молодший | 5 червня 2010  | Оберґаузен, Німеччина   |
| wXw Hardcore Championship          | Necro Butcher      | 27 липня 2014  | Плейнфілд, штат Індіана |
| wXw Women's Championship           | Клеопатра          | 1 березня 2003 | Ессен, Німеччина        |